# Jesse White (attore)
Jesse White, pseudonimo di Jesse Marc Weidenfeld (Buffalo, 3 gennaio 1917 – Los Angeles, 9 gennaio 1997), è stato un attore statunitense.
Per il cinema totalizzò dal 1943 al 1993 più di 50 partecipazioni mentre per il piccolo schermo diede vita a numerosi personaggi in oltre 110 produzioni dal 1950 al 1996. Fu accreditato anche con i nomi Cagey Calhoun, Jessie White e Jess White.

## Biografia
Jesse White nacque a Buffalo il 3 gennaio 1917. Crebbe ad Akron, Ohio. Fece le sue prime esperienze di attore in alcune produzioni teatrali locali sin dall'età di quindici anni. Dopo essersi trasferito a Cleveland, iniziò una carriera nel vaudeville e nel burlesque, viaggiando di continuo prima di approdare a Broadway dove, nel 1942, fece il suo debutto in The Moon Is Down; seguì una performance di successo nel ruolo dell'inserviente di un manicomio nella popolare commedia Harvey. Avrebbe poi ripreso questo suo ruolo in una versione cinematografica nel 1950 e in una versione per la televisione nel 1972.
Debuttò al cinema agli inizi degli anni quaranta e in televisione nel 1950. Per gli schermi televisivi, in particolare, fu accreditato diverse volte per numerose interpretazioni, tra cui quelle di diversi personaggi presenti in più di un episodio, come Jesse Leeds in diversi episodi della serie Make Room for Daddy dal 1953 al 1957, Mickey Calhoun in sei episodi della serie Private Secretary dal 1954 al 1956, H.R. Hap Henderson in due episodi della serie The Bob Cummings Show nel 1958 e Oscar Pudney in 10 episodi della serie The Ann Sothern Show dal 1960 al 1961. Interpretò inoltre numerosi altri personaggi secondari o ruoli da guest star in molti episodi di serie televisive dagli anni cinquanta agli anni novanta, anche con ruoli diversi in più di un episodio, come ad esempio due episodi di Tightrope, tre episodi di General Electric Theater, quattro episodi di The Jack Benny Program, cinque episodi di Perry Mason, due episodi di La fattoria dei giorni felici, due episodi di Gomer Pyle: USMC e due episodi di Cuore e batticuore.
Collezionò inoltre diverse presenze per il cinema recitando in ruoli più o meno secondari, come Doc Cronnol in La ninfa degli antipodi del 1952, Willie Foltis in Il grande incontro del 1953, Willie Wolfe in Eternamente femmina del 1953, Tubby Otis in La casbah di Honolulu del 1954, Ben Cosgrove in Nessuno resta solo del 1955, Pete Boswick in Ritorno dall'eternità del 1956, Wegg in Il canale della morte del 1960, il sergente della polizia Michael 'Mickey' Beers in Febbre nel sangue del 1961, il caporale Joseph Praeger in Un generale e mezzo del 1961, l'operatore alla torre radio a Rancho Conejo in Questo pazzo, pazzo, pazzo, pazzo mondo del 1963, J. Sinister Hulk in Il castello delle donne maledette del 1966, Fess Dorple in Il fantasma ci sta del 1967, Earnest Ernie in Il gatto venuto dallo spazio del 1978 e Ben in Non aprite quell'armadio del 1986. Doppiò inoltre diverse serie animate e fu protagonista di una serie di popolari spot pubblicitari per l'azienda produttrice di elettrodomestici Maytag.
Terminò la carriera televisiva interpretando Ralph nell'episodio The Cadillac della serie Seinfeld che fu mandato in onda l'8 febbraio 1996, mentre per il cinema l'ultimo ruolo affidatogli fu quello di Mr. Spector, il sarcastico proprietario della catena di cinema, nel film Matinee del 1993. Sposò Celia Cohn con la quale ebbe due figli: Carole Ita White e Janet Jones, entrambe attrici. Morì a Los Angeles il 9 gennaio 1997 e fu seppellito al Mount Sinai Memorial Park Cemetery di Los Angeles.

## Filmografia

### Cinema
- La taverna delle stelle (Stage Door Canteen), regia di Frank Borzage (1943)
- Il bacio della morte (Kiss of Death), regia di Henry Hathaway (1947)
- Barriera invisibile (Gentleman's Agreement), regia di Elia Kazan (1947)
- Texas, Brooklyn and Heaven, regia di William Castle (1948)
- Harvey, regia di Henry Koster (1950)
- Katie Did It, regia di Frederick de Cordova (1951)
- Bonzo la scimmia sapiente (Bedtime for Bonzo), regia di Frederick De Cordova (1951)
- Francis alle corse (Francis Goes to the Races), regia di Arthur Lubin (1951)
- Callaway Went Thataway, regia di Melvin Frank e Norman Panama (1951)
- Morte di un commesso viaggiatore (Death of a Salesman), regia di László Benedek (1951)
- La dama bianca (The Girl in White), regia di John Sturges (1952)
- La ninfa degli antipodi (Million Dollar Mermaid), regia di Mervyn LeRoy (1952)
- Il dominatore del Texas (Gunsmoke), regia di Nathan H. Juran (1953)
- Il grande incontro (Champ for a Day), regia di William A. Seiter (1953)
- Eternamente femmina (Forever Female), regia di Irving Rapper (1953)
- La casbah di Honolulu (Hell's Half Acre), regia di John H. Auer (1954)
- Ti ho visto uccidere (Witness to Murder), regia di Roy Rowland (1954)
- Nessuno resta solo (Not as a Stranger), regia di Stanley Kramer (1955)
- La ragazza di Las Vegas (The Girl Rush), regia di Robert Parish (1955)
- Colpo proibito (The Come On), regia di Russell Birdwell (1956)
- Colui che rise per ultimo (He Laughed Last), regia di Blake Edwards (1956)
- Ritorno dall'eternità (Back from Eternity), regia di John Farrow (1956)
- Il giglio nero (The Bad Seed), regia di Mervyn LeRoy (1956)
- La donna del destino (Designing Woman), regia di Vincente Minnelli (1957)
- God Is My Partner, regia di William F. Claxton (1957)
- Johnny Trouble, regia di John H. Auer (1957)
- Country Music Holiday, regia di Alvin Ganzer (1958)
- Vertigine (Marjorie Morningstar), regia di Irving Rapper (1958)
- Jack Diamond gangster (The Rise and Fall of Legs Diamond), regia di Budd Boetticher (1960)
- Il canale della morte (The Big Night), regia di Sidney Salkow (1960)
- Three Blondes in His Life, regia di Leon Chooluck (1961)
- Febbre nel sangue (A Fever in the Blood), regia di Vincent Sherman (1961)
- Tomboy and the Champ, regia di Francis D. Lyon (1961)
- Il "dritto" di Hollywood (The Right Approach), regia di David Butler (1961)
- Un generale e mezzo (On the Double), regia di Melville Shavelson (1961)
- Rapina a... nave armata (Sail a Crooked Ship), regia di Irving Brecher (1961)
- Rodaggio matrimoniale (Period of Adjustment), regia di George Roy Hill (1962)
- Sherlocko... investigatore sciocco (It's Only Money), regia di Frank Tashlin (1962)
- L'assassino viene ridendo (The Yellow Canary), regia di Buzz Kulik (1963)
- Questo pazzo, pazzo, pazzo, pazzo mondo (It's a Mad, Mad, Mad, Mad World), regia di Stanley Kramer (1963)
- In cerca d'amore (Looking for Love), regia di Don Weis (1964)
- Madame P... e le sue ragazze (A House Is Not a Home), regia di Russell Rouse (1964)
- Pigiama party (Pajama Party), regia di Don Weis (1964)
- Erasmo il lentigginoso (Dear Brigitte), regia di Henry Koster (1965)
- Il castello delle donne maledette (The Ghost in the Invisible Bikini), regia di Don Weis (1966)
- The Reluctant Astronaut, regia di Edward Montagne (1967)
- Il fantasma ci sta (The Spirit Is Willing), regia di William Castle (1967)
- Togetherness, regia di Arthur Marks (1970)
- Bless the Beasts & Children, regia di Stanley Kramer (1971)
- The Brothers O'Toole, regia di Richard Erdman (1973)
- Las Vegas Lady, regia di Noel Nosseck (1975)
- Return to Campus, regia di Harold Cornsweet (1975)
- Nashville Girl, regia di Gus Trikonis (1976)
- Won Ton Ton, il cane che salvò Hollywood (Won Ton Ton: The Dog Who Saved Hollywood), regia di Michael Winner (1976)
- Il gatto venuto dallo spazio (The Cat from Outer Space), regia di Norman Tokar (1978)
- Non aprite quell'armadio (Monster in the Closet), regia di Bob Dahlin (1986)
- Matinee, regia di Joe Dante (1993)

### Televisione
- The Ford Theatre Hour – serie TV, un episodio (1950)
- Make Room for Daddy – serie TV, 7 episodi (1953-1957)
- Private Secretary – serie TV, 6 episodi (1954-1956)
- General Electric Theater – serie TV, 3 episodi (1954-1961)
- Duffy's Tavern – serie TV, un episodio (1954)
- Letter to Loretta – serie TV, un episodio (1954)
- Dear Phoebe – serie TV, un episodio (1954)
- Topper – serie TV, episodio 2x18 (1955)
- Treasury Men in Action – serie TV, un episodio (1955)
- Lux Video Theatre – serie TV, un episodio (1955)
- Il cavaliere solitario (The Lone Ranger) – serie TV, un episodio (1955)
- Jane Wyman Presents the Fireside Theatre – serie TV, un episodio (1955)
- The Adventures of Ozzie & Harriet – serie TV, un episodio (1955)
- TV Reader's Digest – serie TV, episodi 2x02 (1955)
- Four Star Playhouse – serie TV, un episodio (1955)
- Damon Runyon Theater – serie TV, episodio 2x06 (1955)
- The 20th Century-Fox Hour – serie TV, 4 episodi (1956-1957)
- Cavalcade of America – serie TV, un episodio (1956)
- The Frank Sinatra Show – serie TV, 2 episodi (1957-1958)
- The Jack Benny Program – serie TV, 4 episodi (1957-1964)
- Schlitz Playhouse of Stars – serie TV, un episodio (1957)
- Climax! – serie TV, episodio 3x30 (1957)
- Corky, il ragazzo del circo (Circus Boy) – serie TV, episodio 2x06 (1957)
- Perry Mason – serie TV, 5 episodi (1958-1965)
- The Bob Cummings Show – serie TV, 2 episodi (1958)
- The Real McCoys – serie TV, un episodio (1958)
- Westinghouse Desilu Playhouse – serie TV, episodi 1x05-1x06 (1958)
- Tightrope – serie TV, episodi 1x10-1x32 (1959-1960)
- L'uomo ombra (The Thin Man) – serie TV, episodio 2x16 (1959)
- The Donna Reed Show – serie TV, un episodio (1959)
- The Texan – serie TV, episodio 1x27 (1959)
- Lux Playhouse – serie TV, un episodio (1959)
- Richard Diamond (Richard Diamond, Private Detective) – serie TV, un episodio (1959)
- David Niven Show (The David Niven Show) – serie TV, episodio 1x11 (1959)
- Alcoa Theatre – serie TV, un episodio (1959)
- The Red Skelton Show – serie TV, un episodio (1959)
- The Dennis O'Keefe Show – serie TV, un episodio (1959)
- The Ann Sothern Show – serie TV, 10 episodi (1960-1961)
- Man with a Camera – serie TV, un episodio (1960)
- Ai confini della realtà (The Twilight Zone) – serie TV, 2 episodi (1961-1962)
- The Best of the Post – serie TV, episodio 1x14 (1961)
- The Andy Griffith Show – serie TV, un episodio (1961)
- Westinghouse Playhouse – serie TV, 2 episodi (1961)
- Angel – serie TV, un episodio (1961)
- Il colonnello Montgomery Klaxon (Calvin and the Colonel) – serie TV, un episodio (1961)
- The Dick Van Dyke Show – serie TV, un episodio (1961)
- The Roaring 20's – serie TV, un episodio (1961)
- Indirizzo permanente (77 Sunset Strip) – serie TV, episodio 4x11 (1961)
- King of Diamonds – serie TV, un episodio (1962)
- Hawaiian Eye – serie TV, episodio 3x15 (1962)
- Pete and Gladys – serie TV, episodio 2x16 (1962)
- Avventure in paradiso (Adventures in Paradise) – serie TV, episodio 3x19 (1962)
- Lotta senza quartiere (Cain's Hundred) – serie TV, un episodio (1962)
- Oh, Those Bells – serie TV, un episodio (1962)
- La città in controluce (Naked City) – serie TV, un episodio (1962)
- The Beverly Hillbillies – serie TV, 2 episodi (1963-1967)
- I'm Dickens, He's Fenster – serie TV, un episodio (1963)
- Polvere di stelle (Bob Hope Presents the Chrysler Theatre) – serie TV, un episodio (1963)
- Petticoat Junction – serie TV, 2 episodi (1964-1966)
- Ben Casey – serie TV, episodio 3x28 (1964)
- Bonanza – serie TV, un episodio (1964)
- Linus! The Lion Hearted – serie TV, solo voce, 2 episodi (1964)
- Jonny Quest – serie TV, un episodio (1964)
- Mickey – serie TV, un episodio (1964)
- La famiglia Addams (The Addams Family) – serie TV, un episodio (1964)
- La fattoria dei giorni felici (Green Acres) – serie TV, 2 episodi (1965-1967)
- The Crisis (Kraft Suspense Theatre) – serie TV, un episodio (1965)
- I mostri (The Munsters) – serie TV, un episodio (1965)
- Selvaggio west (The Wild Wild West) – serie TV, episodio 1x20 (1966)
- Per favore non mangiate le margherite (Please Don't Eat the Daisies) – serie TV, un episodio (1966)
- The Tammy Grimes Show – serie TV, un episodio (1966)
- Gomer Pyle: USMC – serie TV, 2 episodi (1967-1968)
- The Jackie Gleason Show – serie TV, 2 episodi (1967-1969)
- Strega per amore (I Dream of Jeannie) – serie TV, un episodio (1967)
- Una famiglia... si fa per dire (Accidental Family) – serie TV, episodio 1x12 (1967)
- Rango – serie TV, episodio 1x09 (1967)
- Quella strana ragazza (That Girl) – serie TV, 5 episodi (1968-1969)
- The Bob Hope Show – serie TV, un episodio (1968)
- Love, American Style – serie TV, 2 episodi (1969-1971)
- Hawaii Squadra Cinque Zero (Hawaii Five-O) – serie TV, un episodio (1969)
- La terra dei giganti (Land of the Giants) – serie TV, un episodio (1969)
- Il fantastico mondo di Mr. Monroe (My World and Welcome to It) – serie TV, un episodio (1970)
- Ciao Debby! (The Debbie Reynolds Show) – serie TV, un episodio (1970)
- Dad... Can I Borrow the Car? – film TV (1970)
- Make Room for Granddaddy – serie TV, un episodio (1970)
- The Partners – serie TV, un episodio (1971)
- Mannix – serie TV, un episodio (1971)
- Harvey – film TV (1972)
- Disneyland – serie TV, un episodio (1972)
- Here's Lucy – serie TV, un episodio (1972)
- Of Thee I Sing – film TV (1972)
- Temperatures Rising – serie TV, un episodio (1973)
- Yogi's Gang – serie TV, voce, 3 episodi (1973)
- Devlin – serie TV, solo voce (1974)
- These Are the Days – serie TV (1974) (voce)
- Kolchak: The Night Stalker – serie TV, un episodio (1975)
- Happy Days – serie TV, episodio 2x21 (1975)
- New Zoo Revue – serie TV, 2 episodi (1975)
- Quincy (Quincy M.E.) – serie TV, un episodio (1977)
- ABC Weekend Specials – serie TV, un episodio (1977)
- The Plant Family – film TV (1978)
- Truck Driver (B.J. and the Bear) – serie TV, un episodio (1979)
- The Music Shoppe – serie TV, un episodio (1981)
- Love Boat (The Love Boat) – serie TV, un episodio (1981)
- Cuore e batticuore (Hart to Hart) – serie TV, 2 episodi (1982)
- Pandamonium – serie TV (1982)
- Trapper John (Trapper John, M.D.) – serie TV, un episodio (1983)
- Super Vicki (Small Wonder) – serie TV, un episodio (1987)
- Garfield and Friends – serie TV, 2 episodi (1989)
- MacGyver – serie TV, un episodio (1990)
- Seinfeld – serie TV, un episodio (1996)

## Doppiatori italiani
- Carlo Romano in Morte di un commesso viaggiatore, La casbah di Honolulu, Vertigine
- Stefano Sibaldi in Harvey (1950)
- Giorgio Capecchi in Sherlocko... investigatore sciocco
- Renato Mori in Matinee
- Manlio Busoni in Il giglio nero
- Gaetano Verna in Ti ho visto uccidere
- Riccardo Garrone in Pandamonium